# Aldabrachelys abrupta
La tartaruga gigante inclinata (Aldabrachelys abrupta Grandidier, 1868) è una specie estinta di tartaruga gigante (gen. Aldabrachelys) vissuta nell'Olocene endemica del Madagascar.

## Descrizione
La tartaruga gigante inclinata era una specialmente grande, il cui carapace misurava circa 115 centimetri in lunghezza. Rappresentava una delle sei specie di tartarughe endemiche del Madagascar (due grandi Aldabrachelys; due medie Astrochelys; due piccole Pyxis). Visse negli stessi luoghi di un'altra tartaruga gigante del Madagascar, la tartaruga gigante di Grandidier (Aldabrachelys grandidieri, anch'essa estinta), ed entrambe le specie occupavano sia le coste che gli altopiani più freddi del Madagascar, dove svolgevano il ruolo di grandi erbivori. Sebbene fossero molto simili, le due specie occupavano nicchie ecologiche diverse: A. abrupta si nutriva di cespugli e rami bassi, mentre A. grandidieri si nutriva di erbe nelle praterie e nelle zone umide.
A differenza della sua specie gemella, che aveva un guscio basso e appiattito, A. abrupta aveva un guscio alto e bombato.

## Estinzione
Il materiale fossile di questa specie è stato datato a circa 750-2850 anni fa e sembra che l'animale fosse ampiamente distribuito in tutto il Madagascar. Si stima che si sia estinto verso il 1200 DC. Tuttavia, alcuni resti dalla datazione incerta suggeriscono che alcuni esemplari possono essere sopravvissuti almeno fino al 1500, e sembra che abbiano convissuto con i primi umani arrivati in Madagascar, prima di estinguersi definitivamente.